# Gonzalo Fernández de la Mora
Gonzalo Fernández de la Mora Mon (Barcelona, 30 de abril de 1924-Madrid, 10 de febrero de 2002) fue un político, diplomático, ensayista y filósofo político español.
Desde la década de 1960, fue el principal ideólogo de la tecnocracia en España y uno de los principales expositores de la línea «inmovilista» del régimen franquista (El crepúsculo de las ideologías, 1965). Ministro de Obras Públicas en el régimen franquista (1970-1974) fue un defensor a ultranza de la figura política de Franco. Durante la transición figuró entre los fundadores de Alianza Popular, de la que se apartó por disentir con la organización sobre la aprobación de la Constitución de 1978 a la que él se oponía tajantemente, por considerarla propia de lo que él llamaba una «partitocracia». 

## Biografía
Nació en Barcelona el 30 de abril de 1924, pero a los dos años de edad su familia se trasladó a Madrid. Gonzalo Fernández de la Mora comenzó sus estudios de bachillerato en el Colegio del Pilar. La Guerra Civil le sorprendió en Galicia donde estaba de vacaciones, y allí terminó el bachillerato con los jesuitas del Colegio de Santiago Apóstol. Su padre era coronel del cuerpo jurídico militar y gentilhombre de Alfonso XIII. Su madre, gallega, pertenecía a una familia de honda raigambre monárquica y católica. Entre sus antepasados de la rama asturiana, contó con políticos tan conspicuos como Alejandro Mon (jefe del Gobierno y ministro de Hacienda de Isabel II, adscrito al Partido Moderado) y Alejandro Pidal y Mon, líder de la Unión Católica y, entre otros cargos, ministro de Fomento con Cánovas del Castillo.
Terminada la guerra y ya establecido de nuevo en Madrid, en 1940 comenzó los estudios de Derecho y de Filosofía y Letras en la Universidad de Madrid. En septiembre de 1943 se licenció en Derecho, con premio extraordinario. Se licenció también en Filosofía pura. Y en 1946 ingresó en la Escuela Diplomática, institución que, con los años, llegaría a dirigir. También sería académico numerario y bibliotecario de la Real Academia de Ciencias Morales y Políticas y miembro de diversas academias extranjeras: Ginebra, Nueva York, Argentina, Venezuela, Chile, etc. Desde su primera juventud estableció contacto con diferentes personajes del entorno monárquico como José María Pemán, José Ignacio Escobar, Joaquín Calvo Sotelo, Juan José López Ibor, José de Yanguas Messía o Torcuato Luca de Tena. A los 20 años había publicado ya su primer libro: Paradoja, que fue elogiado por Azorín.
Como diplomático ocupó los destinos de cónsul de España en Fráncfort (1949), Encargado de Negocios en Bonn (1949-1951) y consejero cultural de la Embajada española en Atenas (1961-1962), donde vivió en primer plano las negociaciones para solucionar el conflicto religioso que hiciese posible el matrimonio del príncipe Juan Carlos de Borbón, católico, con la princesa Sofía de Grecia, de religión ortodoxa.
La actividad de Fernández de la Mora se intensificó en la década de 1950, a propósito del enfrentamiento entre los dos sectores culturales más significados del régimen. Por una parte, algunos intelectuales de procedencia falangista (Pedro Laín Entralgo, Antonio Tovar, José Luis López Aranguren, Dionisio Ridruejo y otros) que —amparados por el relativo aperturismo inspirado por el ministro de Educación Nacional Joaquín Ruiz-Giménez— empezaban a evolucionar —con distinta intensidad en cada caso— hacia el liberalismo democrático. Y, por otra, los partidarios de la tendencia tradicional, la mayoría de cuyos integrantes pertenecían al Opus Dei y utilizaban como plataforma de sus ideas revistas como Arbor y Atlántida o la editorial Rialp. Fernández de la Mora —aunque no perteneció al Opus Dei— se alineó con este sector, junto a figuras como Rafael Calvo Serer, Florentino Pérez Embid, Vicente Marrero, Vicente Rodríguez Casado y Antonio Millán Puelles. En la primavera de 1957 Laureano López Rodó, «que era ya la eminencia gris de Carrero Blanco», le propuso «que, en absoluto secreto, elaborásemos los proyectos de leyes fundamentales que completarían el sistema institucional ya iniciado por las anteriores». Esa colaboración se concretaría en la Ley de Principios del Movimiento Nacional, promulgada en 1958, y la Ley Orgánica del Estado, gestada en el mismo tiempo, aunque no vería la luz —por decisión de Franco— hasta 1966.
Paralelamente a su labor política desarrollada en la trastienda del régimen y a sus tareas diplomáticas, su temprana vinculación al diario ABC —y a su director de entonces, Torcuato Luca de Tena— le llevó a desarrollar una prolongada labor de crítico de la producción cultural española entre 1963 y 1969, tarea que recogió en siete volúmenes bajo el título genérico de Pensamiento español.
Fue delegado español en dos Asambleas generales de la UNESCO y en numerosas sesiones del Consejo de Cooperación Cultural del Consejo de Europa (1958-1969). Miembro del Consejo Privado de Juan de Borbón desde 1959, progresivamente se fue acercando al círculo de poder franquista. En 1969 fue nombrado subsecretario en el Ministerio de Asuntos Exteriores. En 1970 Fernández de la Mora ascendió al rango de ministro Plenipotenciario de primera clase dentro de su Carrera diplomática, tras haber ocupado, en el Ministerio de Asuntos Exteriores, los puestos de subdirector general de Relaciones Culturales, director de Cooperación Cultural (1963), subsecretario de Política Exterior y subsecretario de Asuntos Exteriores. Entre 1970 y 1974 fue ministro de Obras Públicas durante el final de la dictadura franquista. En enero de 1974, fue nombrado director de la Escuela Diplomática. Al día siguiente del fallecimiento de Franco publicó un artículo muy elogioso sobre su figura:

En el contexto de la Historia, Franco es el hombre de Estado más importante que ha tenido España desde el Rey Prudente. Recibió un país empobrecido e invertebrado y lo ha convertido en una gran potencia industrial y en una Monarquía robustamente institucionalizada. Recibió una nación de inmensa mayoría proletaria y la ha transformado en una sociedad de clases medias. Erradicó el analfabetismo y el hambre, nuestras dos pestes centenarias.

Acogiéndose al Estatuto de Asociaciones de 1974, había fundado la Unión Nacional Española, que integró en 1976 en Alianza Popular, donde Fernández de la Mora ocupó la vicepresidencia. Ese mismo año fue nombrado Consejero Nacional del Movimiento y procurador en las Cortes franquistas. Ante el futuro político español, rechazaba cualquier planteamiento rupturista para optar por lo que llamaba «la continuidad perfectiva del Régimen». En las primeras elecciones democráticas (1977) consiguió acta de diputado por Pontevedra. Fue también consejero de la Junta preautonómica de Galicia. Abandonó AP y la dirección de la UNE cuando la mayoría del partido dio su apoyo a la Constitución de 1978 (suya es la frase «España no necesita constitución porque es un Estado perfectamente constituido»). En 1979 fundó, junto a Federico Silva Muñoz, el partido Derecha Democrática Española, muy escorado hacia la ultraderecha, saldado con un rotundo fracaso. Habría de ser su última incursión en la política activa. Fernández de la Mora fue un crítico implacable del proceso de transición democrática en España, como puso de manifiesto en su libro Los errores del cambio (1986).
Retirado de la política activa, en 1983 fundó la revista de pensamiento conservador Razón Española, que dirigió hasta su muerte. La revista, que continúa siendo publicada con periodicidad bimestral, ha sobrepasado ya el número 230, contando entre sus colaboradores a Ángel Maestro, Dalmacio Negro Pavón, Juan Velarde Fuertes, Antonio Millán Puelles, José Luis Comellas, Luis Suárez Fernández, Ricardo de la Cierva, Armando Marchante, Francisco Puy, Esteban Pujals, Pedro Carlos González Cuevas, Jesús Neira, José Javier Esparza, etc.
Estuvo casado con Isabel Valera Uña, con la que tuvo cuatro hijos: Isabel, Gonzalo, Juan Luis y Sandra. Donó los terrenos donde actualmente se encuentra el Ayuntamiento de Poyo (Pontevedra, Galicia). A lo largo de su vida le fueron concedidas 14 Grandes Cruces nacionales y extranjeras, entre ellas la española de superior rango, la de Carlos III. Por su labor en el Ministerio de Obras Públicas recibió doce medallas de oro de distintas provincias.
En los últimos años, hasta su fallecimiento cuando contaba 77 años, se hallaba retirado de los compromisos públicos, pero mantenía su actividad intelectual a través de libros, artículos, cursos, conferencias y la dirección de Razón Española.
Falleció el 10 de febrero de 2002 en Madrid.

## Ideología
Convencido antiigualitarista, su doctrina elitista bebió en buena medida de Gaetano Mosca, encontrando Fernández de la Mora en el también italiano Vilfredo Pareto al «gran formulador del elitismo político».
Gonzalo Fernández de la Mora se adhirió, desde su juventud, al monarquismo más tradicional, en la línea de lo que había supuesto en los años treinta la revista Acción Española. En ese sentido, aspiraba a una reinstauración de la monarquía entendida como la continuidad natural del gobierno del general Franco, una vez desaparecido éste. Con el paso de los años, el proceso de secularización vivido en todo el mundo occidental y su actividad diplomática e intelectual le condujeron a familiarizarse con actitudes y tendencias que acendraron su visión europeísta y ecuménica, aunque siempre reacio a la democracia liberal. Jerónimo Molina Cano lo adscribe al realismo político.
Juan Pablo Fusi afirma que los «inmovilistas» (que se oponían a los «aperturistas» en el intento de éstos por reformar el franquismo dentro del propio franquismo en sus últimos años) encontraron «su filósofo en Gonzalo Fernández de la Mora». Prosigue Fusi: «Fernández de la Mora, bajo el seudónimo Diego Ramírez, lanzaba violentas diatribas contra el aperturismo y la democracia». Siempre se mostró contrario a la democracia liberal y en su lugar defendió la llamada «democracia orgánica», «que es más auténtica y que, entre nosotros, ha sido más eficaz» (en referencia al régimen franquista). Por otra parte, en su libro de memorias calificó a Franco como «el gobernante más honesto que ha tenido España y el más eficaz, por lo menos desde Felipe II».

## Obra
La obra ensayística de Gonzalo Fernández de la Mora está centrada en diversos temas, de carácter filosófico y político en su mayor parte: antropología, democracia orgánica, partitocracia, tradicionalismo, conservadurismo, tecnocracia, ideologías, totalitarismo, krausismo, regeneracionismo, novecentismo, la crisis del 98, filosofía alemana y española, alzamiento del 18 de julio, franquismo, etc.
La obra ganadora de la XXI edición del premio Espejo de España de Ensayo, Río arriba. Memorias (1995), abarca todo un periodo de la historia de España. El diplomático y ya exministro, en el momento de la concesión del mencionado premio, decía al respecto: «He querido reflejar el 'espejo personal' de alguien que ha visto pasar tres cuartas partes del siglo: la niñez, la República, la Guerra Civil, la universidad, la política, la vida intelectual diplomática... Para ello he utilizado un archivo personal en el que conservo correspondencia».

## Reconocimientos
- Gran Cruz de la Orden Civil de Alfonso X el Sabio (1969)[24]
- Gran Cruz de la Orden del Mérito Civil (1970)[25]
- Gran Cruz (con distintivo blanco) de la Orden del Mérito Aeronáutico (1971)[26]
- Gran Cruz de la Orden de Isabel la Católica (1972)[27]
- Gran Cruz de la Orden Civil de Sanidad (1972)[28]
- Gran Cruz (con distintivo blanco) de la Orden del Mérito Militar (1973)[29]
- Gran Cruz de la Orden de Carlos III (1974)[30]